# Aksel V. Johannesen

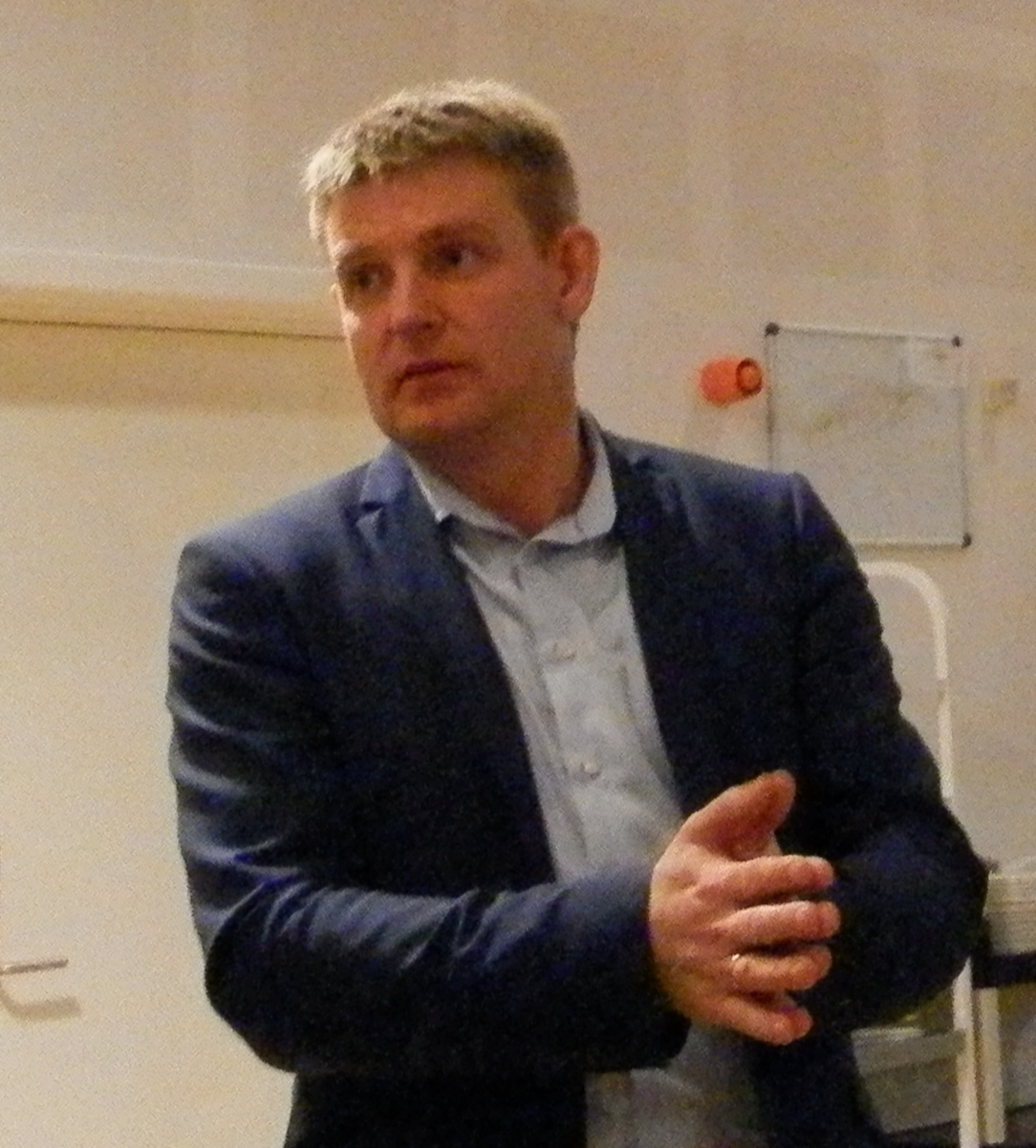
Aksel V. Johannesen

Aksel Vilhelmsson Johannesen (* 8. November 1972 in Klaksvík, Färöer) ist ein färöischer Jurist und Politiker. Er war Gesundheitsminister, Finanzminister und stellvertretender Ministerpräsident der Färöer. Seit 2011 ist er Vorsitzender der färöischen Sozialdemokraten. Am 15. September 2015 wurde Aksel V. Johannesen erstmals zum Premierminister der Färöer (Løgmaður) gewählt und ist damit der Nachfolger von Kaj Leo Johannesen. Nach der verlorenen Wahl von 2019 wurde er von Bárður á Steig Nielsen im Amt des Ministerpräsidenten abgelöst. Nach der vorgezogenen Parlamentswahl am 8. Dezember 2022, die für die färöischen Sozialdemokraten erfolgreich verlief, ernannte die Vorsitzende des Løgtings am 22. Dezember die neugebildete Landesregierung A. V. Johannesen II und Aksel V. Johannesen löste damit seinen Vorgänger Bárður á Steig Nielsen im Ministerpräsidentenamt (Løgmaður) ab.

## Ausbildung und politische Laufbahn
Aksel V. Johannesen studierte Jura an der Universität in Kopenhagen und schloss sein Studium 2004 ab. Von 2007 bis 2009 arbeitete er als Rechtsanwalt in der färöischen Hauptstadt Tórshavn. Von 2009 bis 2011 war er Gesundheitsminister in der Regierung von Ministerpräsident Kaj Leo Holm Johannesen und von Februar bis November 2011 Finanzminister der Färöer. Am 5. März 2011 wurde er von den färöischen Sozialdemokraten als Nachfolger von Jóannes Eidesgaard zum Parteivorsitzenden gewählt und wurde am 6. April 2011 dazu noch stellvertretender Ministerpräsident der Färöer.
Bei den Parlamentswahlen am 29. Oktober 2011 wurde er als Abgeordneter in das Løgting gewählt. Nach dem Regierungswechsel im November 2011 übernahm er die Leitung der Parlamentsfraktion seiner Partei im Løgting und profilierte sich in den kommenden Jahren als einer der führenden Oppositionspolitiker auf den Färöern. Von April bis Mai 2012 war Aksel V. Johannesen in Vertretung von Sjúrður Skaale ebenfalls Abgeordneter im dänischen Folketing.
Aus den Wahlen zum Løgting am 1. September 2015 gingen die färöischen Sozialdemokraten mit 8.074 Wählerstimmen als große Sieger hervor und wurden mit 25,1 % aller Stimmen stärkste Partei. Ebenfalls konnte Aksel V. Johannesen mit 2.405 persönlichen Stimmen den größten Einzelerfolg verbuchen und stellte damit gleichzeitig einen neuen färöischen Rekord auf. Nie zuvor war es einem Politiker gelungen so viele persönliche Stimmen von Wählern auf sich zu ziehen.
Bereits zwei Tage nach der Wahl einigte sich die Mehrheit der im neuen Parlament vertretenen Parteien darauf Aksel V. Johannesen mit den Verhandlungen zur Bildung einer neuen Landesregierung zu betrauen. Falls es ihm gelingt, die Koalitionsverhandlungen erfolgreich abzuschließen, wird er als Ministerpräsident die nächste Regierung der Färöer leiten.
Elf Tage nach der Wahl gab Aksel V. Johannesen bekannt, dass die drei Parteien Javnaðarflokkurin, Tjóðveldi und Framsókn sich auf einen Koalitionsvertrag geeinigt hätten und lediglich noch eine Einigung über die Verteilung der Ministerposten erzielt werden müsse.
Am 15. September 2015 wurde Aksel V. Johannesen auf der Eröffnungssitzung des Løgtings mit 22 Stimmen und 11 Enthaltungen ohne Gegenstimmen zum neuen Ministerpräsidenten der Färöer (Løgmaður) und damit zum Nachfolger von Kaj Leo Johannesen gewählt. Anschließend gab er in seiner ersten Rede vor dem Løgting die Namen der acht Minister bekannt, die gemeinsam mit ihm die neue Landesregierung der Färöer bilden.
Nachrückerin für seinen Abgeordnetensitz im Løgting ist Helena Dam á Neystabø.

## Familie und Privatleben
Aksel V. Johannesen kam als Sohn des färöischen Politikers und Ministers Vilhelm Johannesen und dessen Frau Johild in Klaksvík zur Welt. Er ist mit Katrin D. Apol verheiratet; das Ehepaar hat drei Kinder. Als früherer Fußballspieler des KÍ Klaksvík war Aksel V. Johannesen auch zeitweise Vorsitzender des Vereins.